# Ukłon heraldyczny

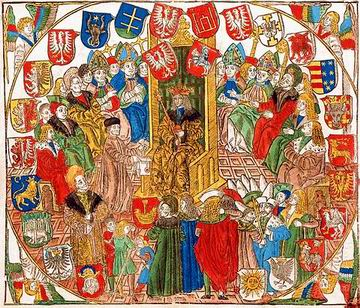
Zestaw herbów terytorialnych, w ukłonie heraldycznym, ilustracja z Commune Poloniae Regni z 1506 roku

Ukłon heraldyczny, Kurtuazja heraldyczna – wyraża się w sposobie ustawienia względem siebie dwóch lub większej ilości herbów, bądź godeł w herbach złożonych, gdzie zasady kurtuazji, przyzwalają na dokonanie niezbędnych zmian w skierowaniu godeł oraz klejnotów herbowych, zestawianych znaków rycerskich.
W ukłonie heraldycznym, herby są pochylone ku sobie, a godła na obu herbach, (bez względu na ich standardowe ustawienie) – w tym przypadku, mają być zwrócone również ku sobie. W sytuacji gdy zestawiano razem kilka herbów rycerskich, wraz z herbem władcy, wówczas w centralnym miejscu sytuowano herb władcy, zaś po bokach herby rycerzy w ukłonie skierowanym ku centrum. Podobnie rzecz się ma z ustawieniem klejnotów wieńczących herby. Należy podkreślić, że herb władcy, w zestawieniu z herbami rycerskimi, zachowywał niezmienione ustawienie godła i klejnotu.
Ukłon heraldyczny szczególnie często występuje w przedstawieniach herbów par małżonków i w herbach ziem (państw) pod berłem jednego władcy. Niekiedy przedstawiane są dwie tarcze, skłonione ku sobie, z jednym hełmem i klejnotem, umieszczonym centralnie, zwykle należącym do herbu męża.

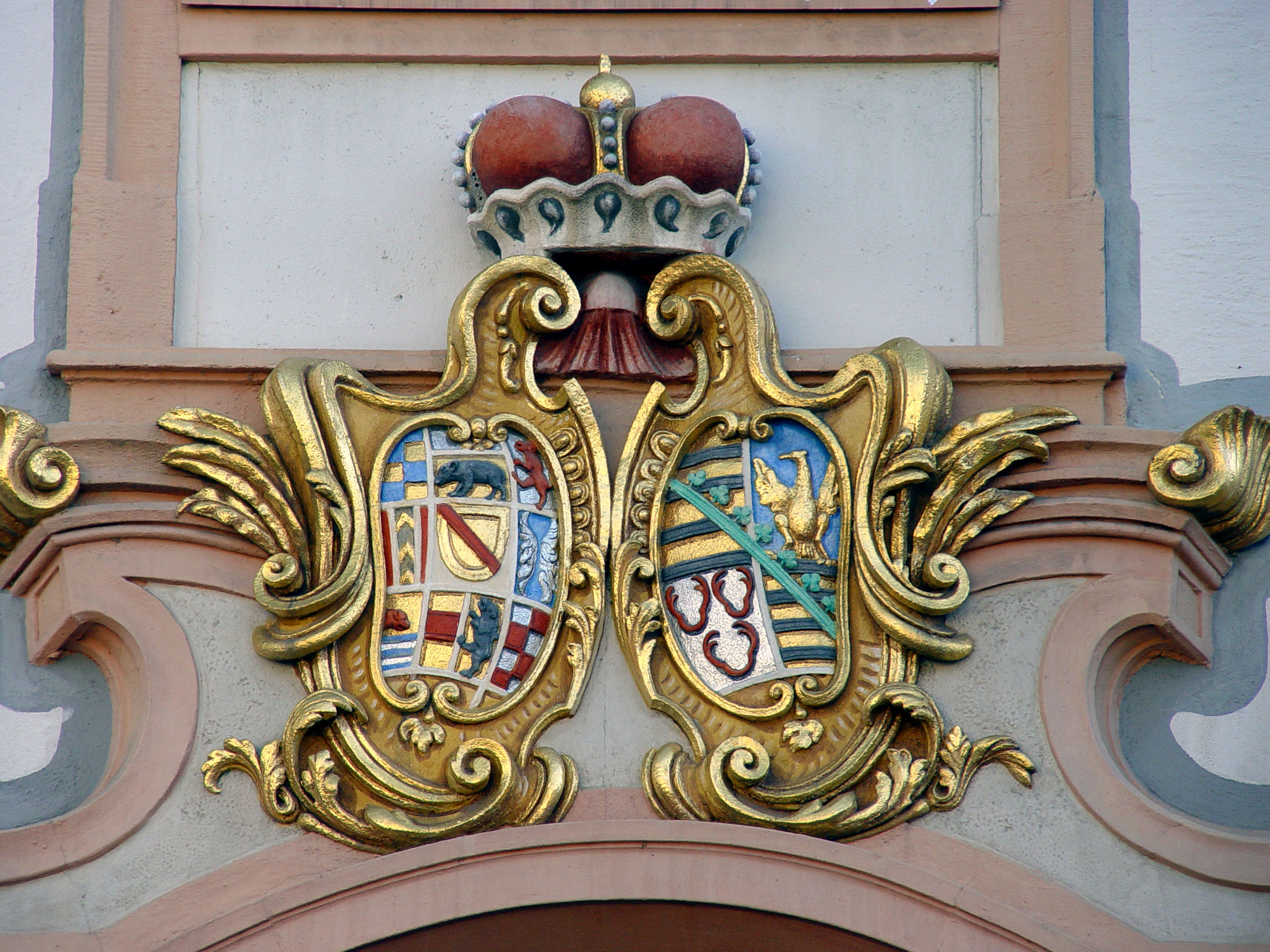
Herby na zamku Ettlingen

## Ukłon heraldyczny w herbie złożonym
Ukłon heraldyczny, dostrzegamy też w budowie złożonego zestawu hełmów i klejnotów, umieszczanych nad herbem złożonym. W tym przypadku mają zastosowanie zasady kurtuazji oraz starszeństwa sygnalizowane wyżej, jednak ukłon heraldyczny, nie musi dotyczyć rozmieszczanych na tarczy herbowej, poszczególnych godeł. Godła herbów w niej zamieszczanych, mogą być przedstawiane bez zmiany kierunku. Kolejność ułożenia herbu złożonego, wynika z powiązań rodowych właściciela herbu – (dotyczy herbów genealogicznych). 

Ukłon heraldyczny figur w klejnotach, w herbie złożonym hrabiów Bąkowskich
Ukłon heraldyczny w herbie Wrocławia, gdzie lew czeski zwrócony jest w stronę orła Piastów śląskich
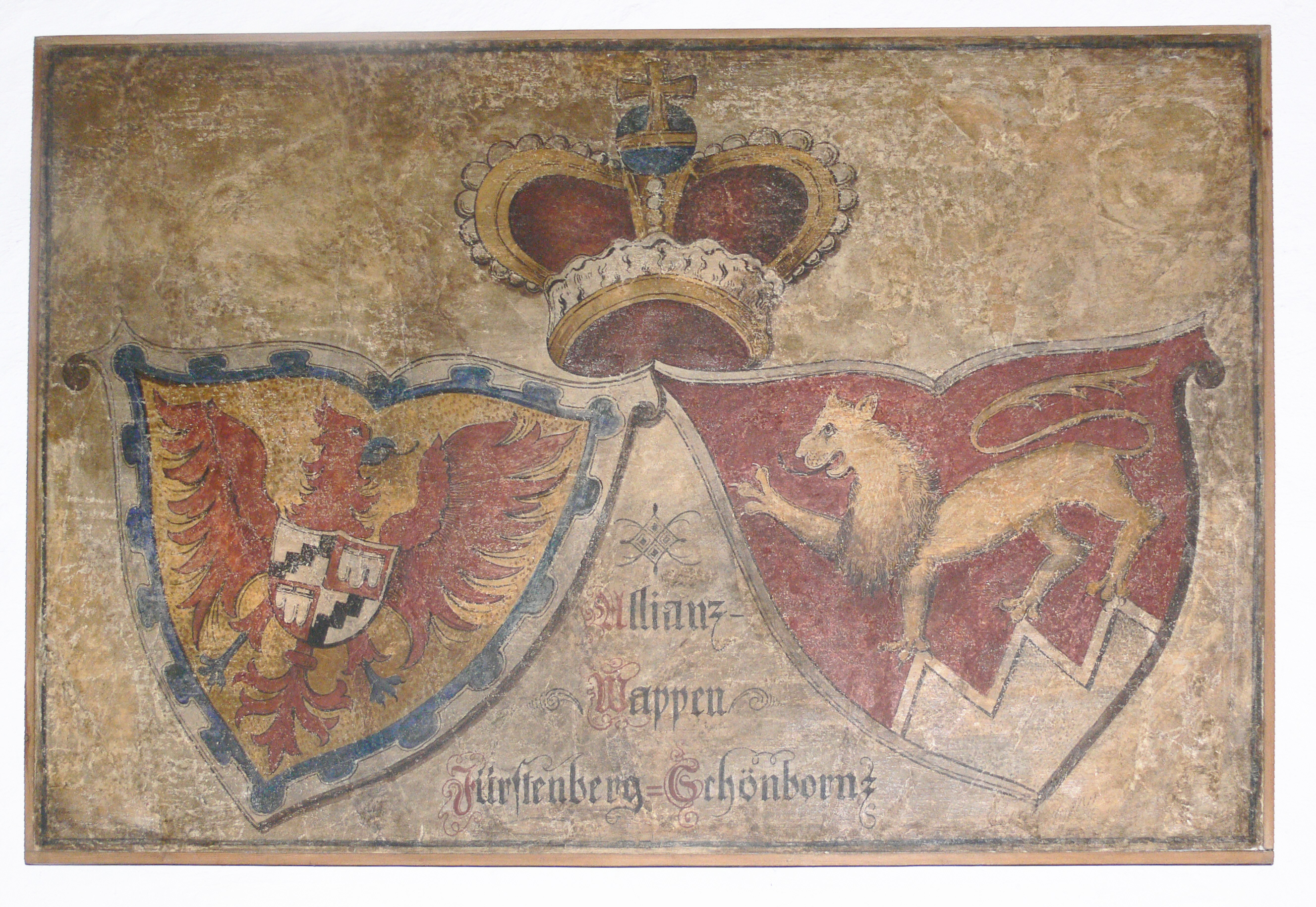
Herby Fűrstenberg i Schönborn